# Hyperventilation
Hyperventilation er en tilstand for en person, som foretager kraftig vejrtrækning, hvilket medfører udluftning af kuldioxid, (CO2), fra blodet samt medfølgende stigning af blodets pH.
Hyperventilation forekommer i forbindelse med fysiske anstrengelser og angstanfald og kan føre til mathed, svimmelhed eller i værste fald bevidstløshed.
Bevidsthedstab kan dog forebygges ved at trække vejret i en papirpose.

## Ekstern henvisning og kilde
- Hyperventilation, sundhed.dk Arkiveret 31. maj 2011 hos  Wayback Machine

| Lægevidenskab | Spire Denne artikel om lægevidenskab er en spire som bør udbygges. Du er velkommen til at hjælpe Wikipedia ved at udvide den. |